# 田近栄治
田近 栄治（たぢか えいじ、1949年 - ）は、日本の経済学者。専門は、財政学・公共経済学。一橋大学名誉教授。成城大学経済学部第2世紀特任教授。一橋大学副学長・財務省財務総合政策研究所特別研究官・税務大学校客員教授・国税庁国税審議会会長等を歴任。東京都出身。

## 経歴
- 1973年3月 一橋大学経済学部卒業[2]
- 1973年4月 アジア経済研究所入所[2]
- 1980年7月 アジア経済研究所退職[2]
- 1976年9月 ミネソタ大学大学院経済学部博士課程入学
- 1981年6月 同課程修了，経済学博士の学位を取得[2]
- 1981年9月 アジア経済研究所復職[2]
- 1985年4月 アジア経済研究所退職[2]

同 一橋大学経済学部助教授
- 1990年4月 一橋大学経済学部教授[2]
- 2003年4月 一橋大学大学院経済学研究科長・経済学部長[2]
- 2005年4月 一橋大学国際・公共政策大学院長[2]
- 2005年4月 一橋大学大学院経済学研究科，国際・公共政策大学院教授
- 2008年12月 一橋大学理事・副学長[2]
- 2010年12月 一橋大学大学院経済学研究科，国際・公共政策大学院教授[2]
- 2011年4月 財務省財務総合政策研究所特別研究官[3]、経済産業省産業構造審議会臨時委員[3]
- 2013年3月 一橋大学定年退職
- 2013年4月 一橋大学大学院経済学研究科，国際・公共政策大学院特任教授[2]
- 2013年6月 政府税制調査会委員、財務省財政制度等審議会財政制度分科会会長代理
- 2015年4月 成城大学経済学部第2世紀特任教授[4][5]
- 2017年3月 国税庁国税審議会会長[6]
- 2020年4月 一橋大学名誉教授[7]

## 兼職
- 政府税制調査会委員、財務省財政制度等審議会法制公会計部会長[3]、同財政制度分科会会長代理[8]、国税庁税務大学校客員教授[3]、国税庁国税審議会会長[9]、厚生労働省国立社会保障・人口問題研究所評議員[3]、内閣府首都直下地震の復興対策に関する検討会委員[3]、独立行政法人日本貿易振興機構運営審議会委員[3]、国立市財政改革審議会長[3]等を歴任。

## 主張
2013年7月政府税制調査会で、麻生太郎財務大臣が、法人税の引き下げには景気刺激効果はないとし投資減税を主張したのに対し、法人税収入に占める製造業の割合が26パーセント程度に低下していることを指摘、「製造業が日本の法人税を担う時代は終わった。」とし、法人税の法定実効税率を35パーセントから30パーセントへの引き下げすべきと主張した。

## 著書
- 『開発プロジェクトの経済評価便覧Ⅲ理論編』（田部昇と共編），アジア経済研究所，1975年。
- Optimal Pricing Policies for Economic Development, アジア経済研究所，1984年。
- 『経済発展と財政金融』（伊東和久，高阪章と共編），アジア経済研究所，1985年。
- 『昭和財政史 昭和27-48年度 第6巻 租税』（石弘光と共著），東洋経済新報社，1990年。
- 『高齢社会のグランドデザイン策定のための基礎研究，＜年金＞』（編集・執筆），財政経済協会，1992年。
- 『年金の経済分析―保険の視点』（金子能宏，林文子と共著），東洋経済新報社，1996年。日本労働研究機構，1997年。
- 『昭和財政史 昭和27-48年度（高度成長期）第15巻 資料(3)租税・国債』（石弘光，油井雄二と共編），東洋経済新報社，1997年。
- 『日本の企業課税―中立性の視点による分析―』（油井雄二と共著），東洋経済新報社，2000年。
- 『昭和財政史 昭和49-63年度 第4巻 租税』（山重慎二と共著），東洋経済新報社，2003年。
- 『昭和財政史 昭和49-63年度 第9巻 租税・国債（資料2）』（山重慎二・釜江広志と編集），東洋経済新報社，2003年。
- 『医療と介護の世代間格差―現状と改革―』（佐藤主光と編集），東洋経済新報社，2005年。
- The Final Report of the Joint Research Program on Vietnamese Tax System, 日越財務省共同プロジェクト（日本側プロジェクト代表として編集），2006年3月。
- 『医療保険と介護保険―改革の視点―』（編集），フィナンシャル・レビュー，2006年5月（通巻80号）。
- 『日本の所得分配―格差拡大と政策の役割』（小塩隆士，府川哲夫と共編著），東京大学出版会，2006年。
- 『アジア投資からみた日本企業の課税』（渡辺智之と共編著），中央経済社，2007年。
- 『公共部門のリスク・マネジメント』（編集），フィナンシャル・レビュー，2008年11月（通巻91号）。
- 『次世代型医療制度改革』（尾方裕也と共編著），ミネルヴァ書房，2009年。

翻訳
- J．ケイ，M．キング，『現代税制の経済学―イギリスの現状と改革』，1989年，東洋経済新報社。